# Na hůrkách
Na hůrkách je přírodní památka ve správních územích obcí Bílovice-Lutotín a Lešany v okrese Prostějov. Území spravuje Krajský úřad Olomouckého kraje.

## Předmět ochrany
Důvodem ochrany je druhově bohatá travinobylinná lada na bývalých pastvinách. Z vzácnějších a chráněných druhů se zde vyskytuje rozrazil klasnatý (Veronica spicata), modřenec chocholatý (Muscari comosum), hvozdík kartouzek (Dianthus carthusianorum), divizna brunátná (Verbascum phoeniceum). Významný je výskyt kruštíku širolistého (Epipactis helleborine). Na území je vázáno mnoho druhů hmyzu, zvláště motýlů.

## Fotogalerie

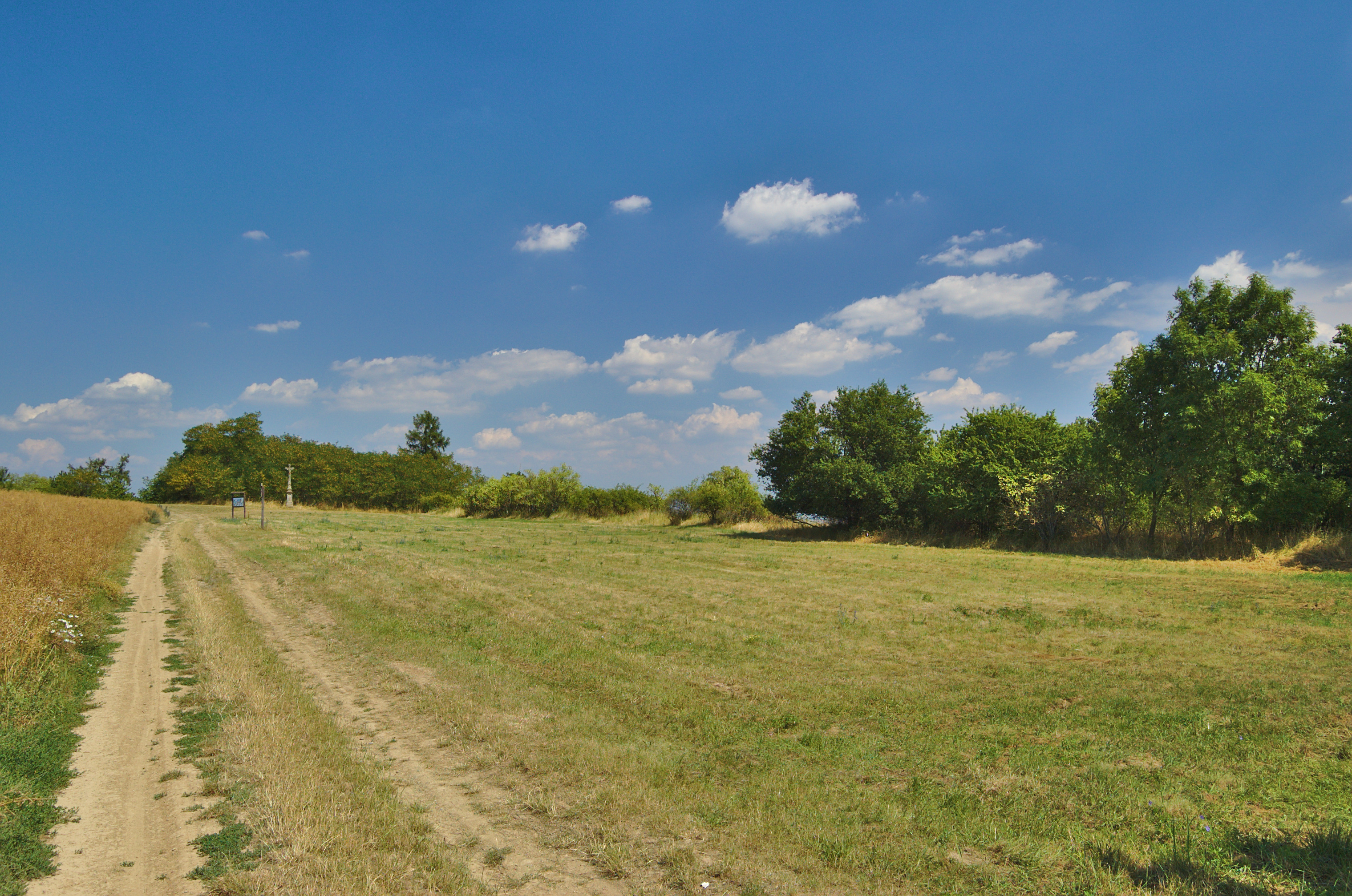
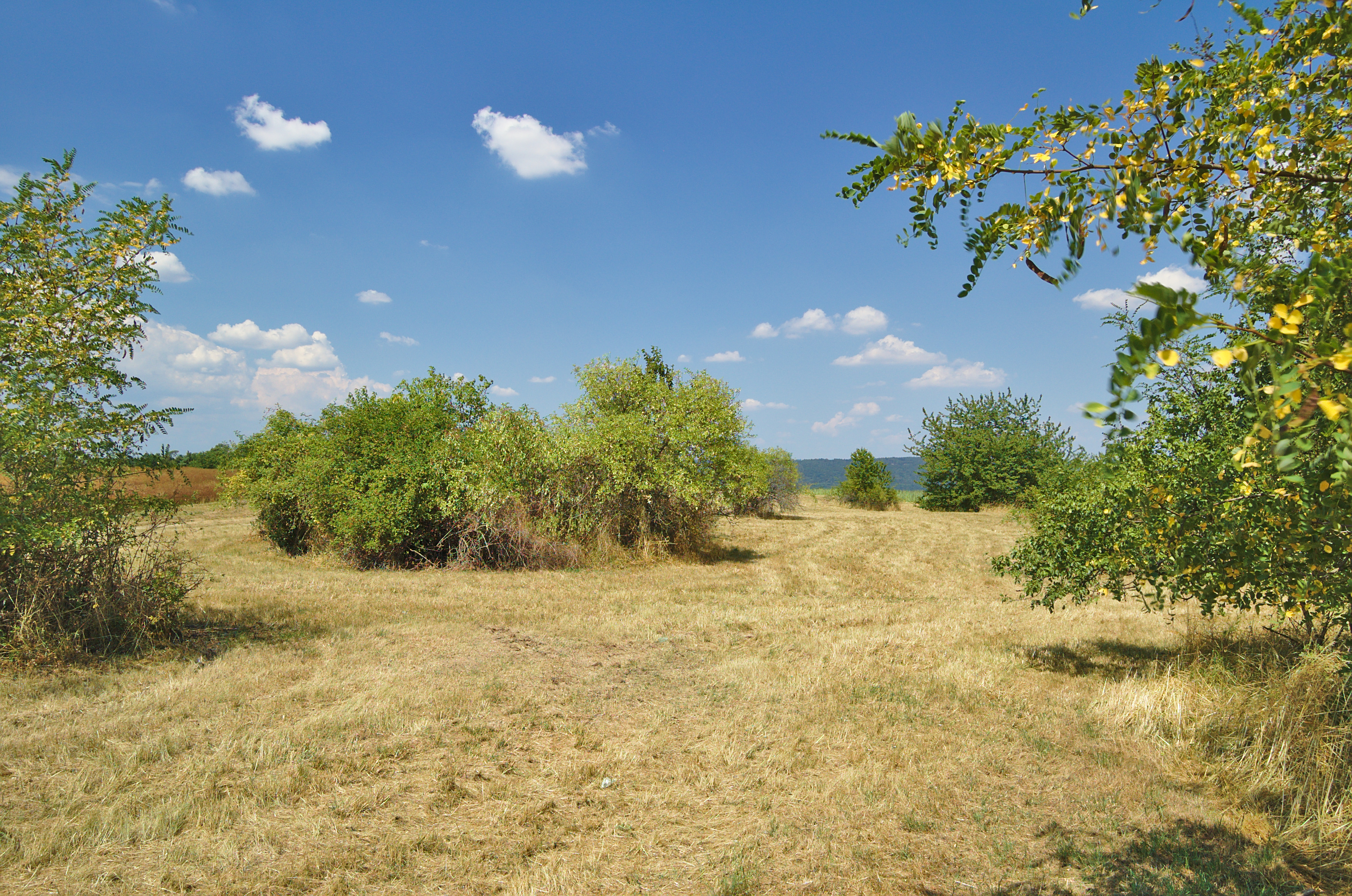
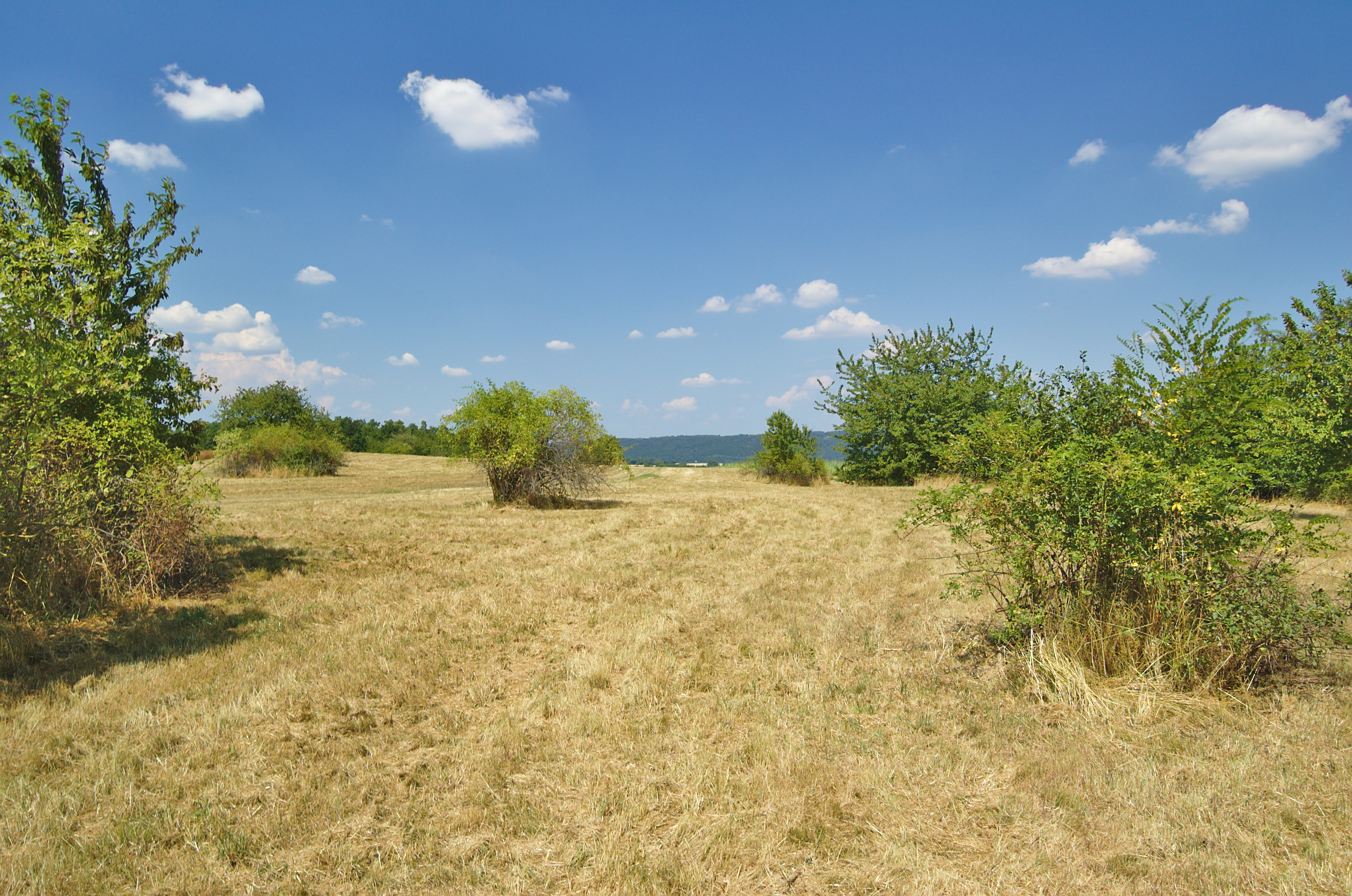
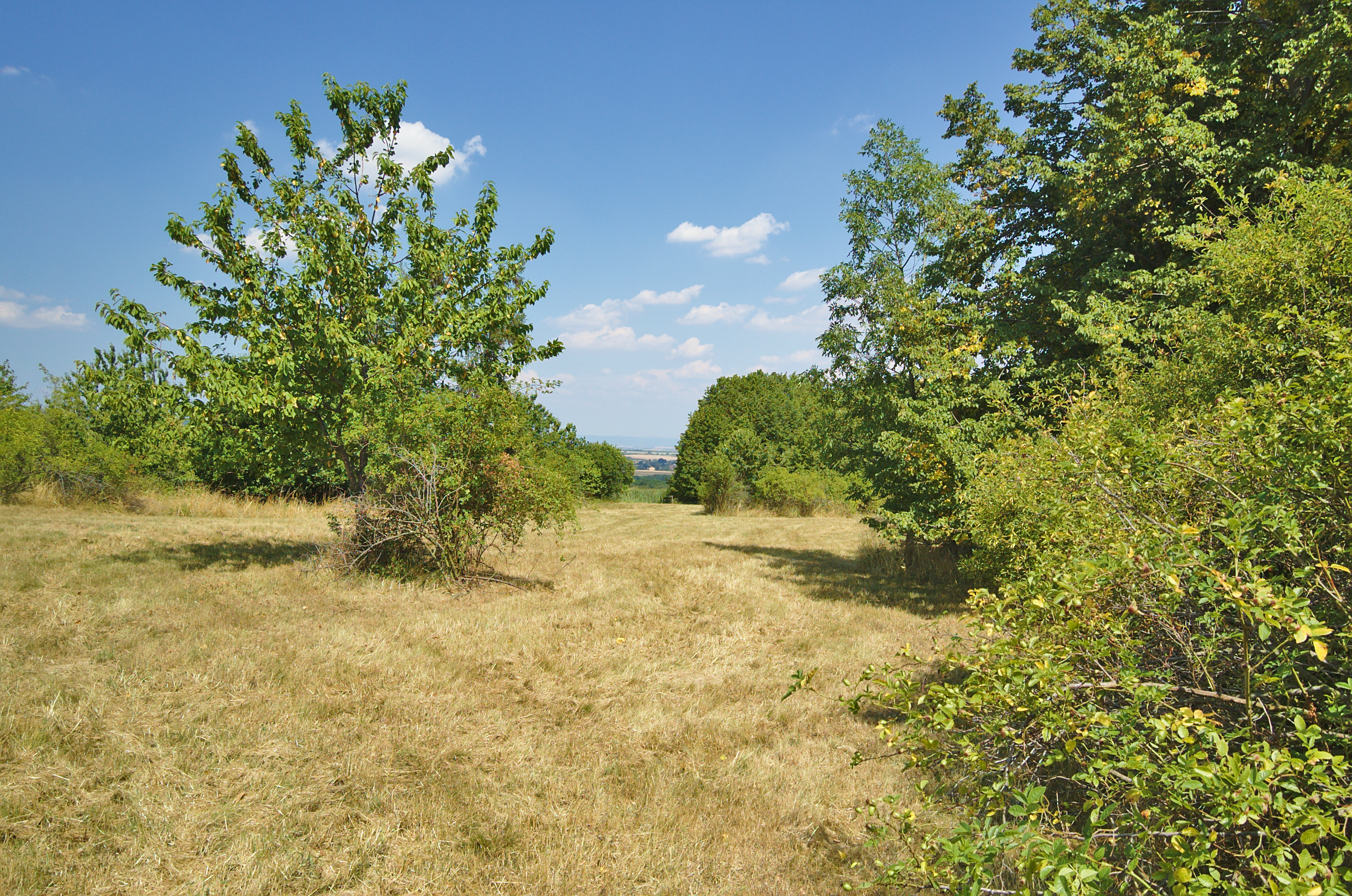
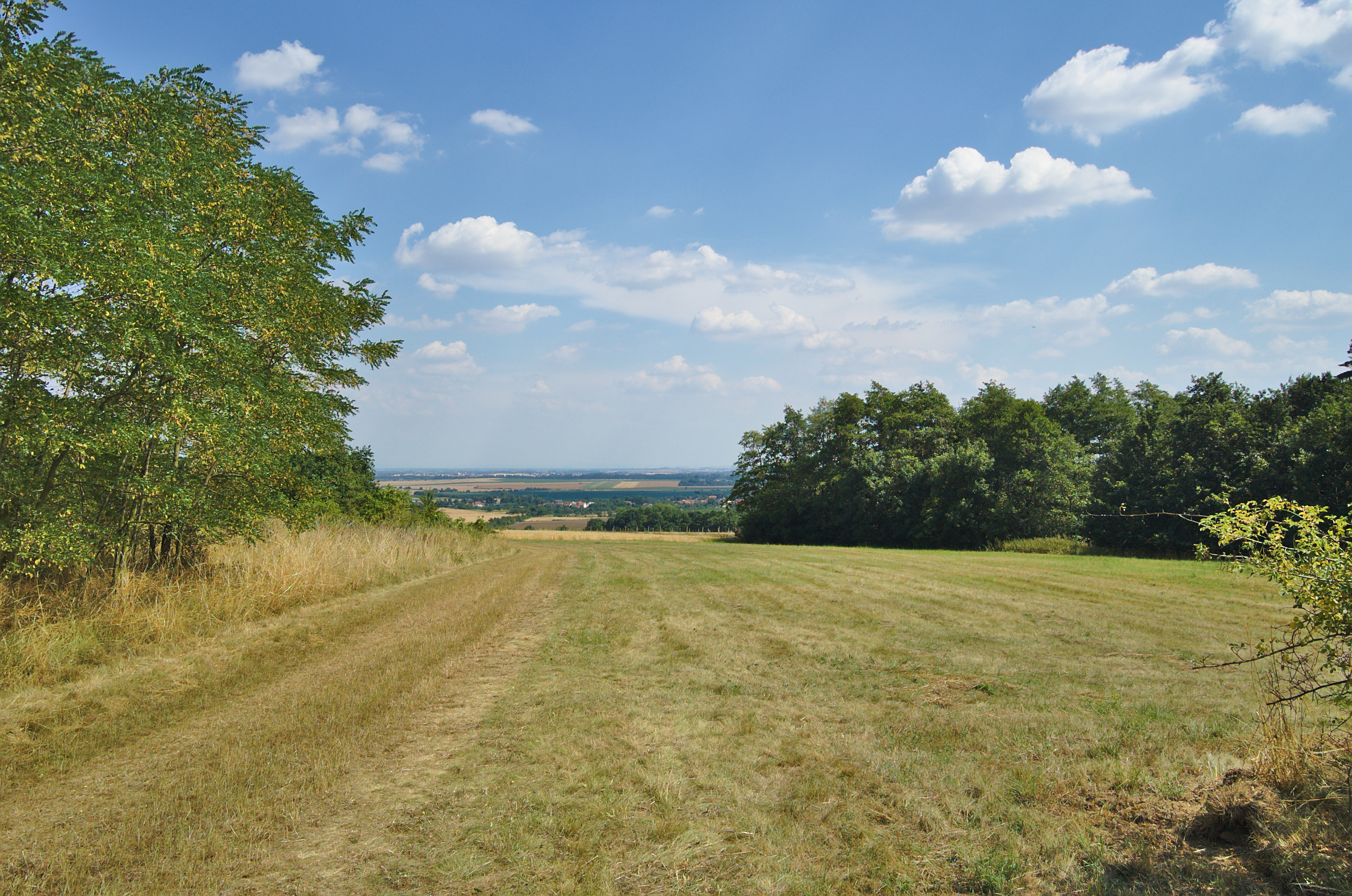
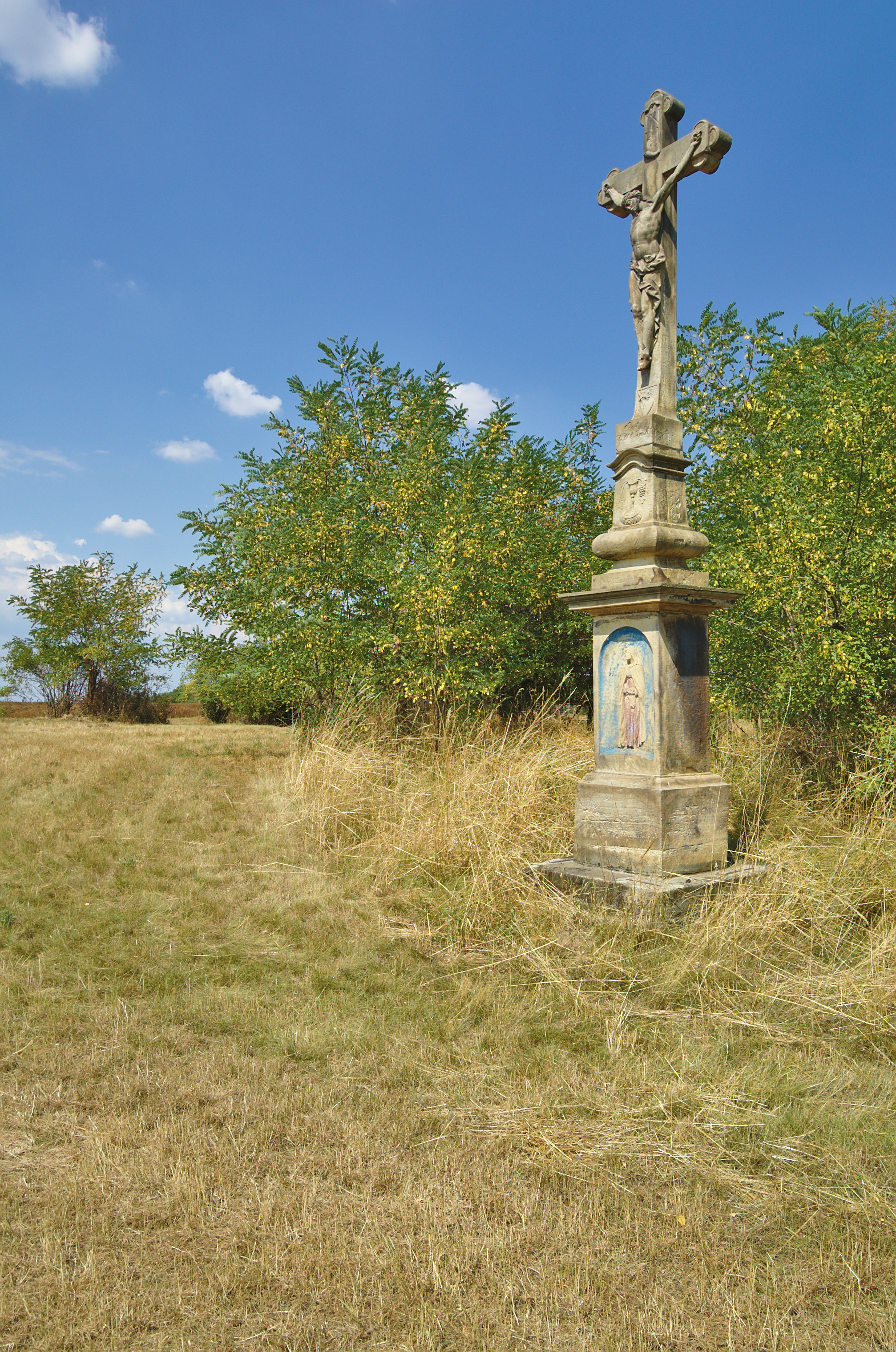